# Delia Akeley
Pour les articles homonymes, voir Akeley.
Delia Julia Akeley (1875 – 1970), connue sous son surnom Mickie, est une exploratrice américaine.

## Biographie
Delia Akeley nait à Beaver Dam, de Patrick et Margaret (Hanberry) Denning, immigrants irlandais.
En 1902, elle se marie avec le taxidermiste, artiste et inventeur Carl E. Akeley, qui a conçu l'African Hall à l'American Museum of Natural History de New York, où il a mis en place plusieurs de ses dioramas. Il avait auparavant travaillé au Field Museum of Natural History de Chicago.
Delia accompagne Carl dans des expéditions pour chasser et trouver des spécimens pour le musée. Au Kenya, alors qu'il chassait des éléphants avec ses aides et ses porteurs, Carl Akeley est attaqué par un éléphant mâle. Les autres paniquent et fuient pensant que Carl était mort. Mais Carl Akeley survit grâce à sa femme Delia qui l'a emmené dans un hôpital à travers une contrée montagneuse dangereuse avec l'aide de deux porteurs qui avaient initialement fui. Elle l'a également soigné et sauvé de la mort à un moment où il souffrait de fièvre bilieuse.
En 1920, après que Carl a été guéri de la fièvre bilieuse, les Akeleys retournent à New York avec un singe apprivoisé appelé "J.T. Jr". Carl Akeley passe alors son temps à lever des fonds pour le musée, à sculpter des modèles pour ses dioramas et à faire plus ample connaissance avec Mary Jobe, une ancienne étudiante, et avec Bryn Mawr qui est devenue ethnographe et exploratrice en Afrique. Pendant ce temps Delia prend soin de J.T. et l'étudie, le singe étant devenu brillant et extrêmement jaloux. Les tensions augmentent entre les Akeleys et un divorce difficile est prononcé en 1923. Carl se marie avec Mary en 1924 ; il a 60 ans et elle 37. Carl Akeley retourne en Afrique pour étudier les gorilles des montagnes avec sa nouvelle femme Mary. En 1926 Carl est atteint de ce qui est décrit comme une dysenterie mais il se met à saigner par tous les orifices (peut-être une maladie à virus Ebola non diagnostiquée) et il meurt durant l’expédition.
Un des éléphants d'Afrique composant le groupe de l’African Hall de l’American Museum of Natural History a été tué par Delia.
En 1924, après son divorce, Delia continue de voyager à travers l'Afrique dirigeant ses propres expéditions et se concentrant sur l'ethnographie en allant à la découverte des tribus les plus solitaires comme les pygmées. Elle est parmi les premiers Occidentaux à explorer le désert entre le Kenya et l'Éthiopie, et elle a exploré le Tana en pirogue depuis son embouchure dans l'océan Indien. Elle a également vécu plusieurs mois avec les pygmées de la forêt de l'Ituri au Zaïre.
Delia Akeley meurt en 1970 à 94 ans. Son œuvre autobiographique comprend Jungle Portraits et All True!. Elle est aussi une des premières auteures à écrire une biographie non anthropomorphique mais psychologiquement perspicace d'un primate : "J.T. Jr." The Biography of an African Monkey [ibid.].

## Postérité
Avec Christina Dodwell (en), Mary Kingsley, Florence Baker et Alexine Tinne, elle est un des sujets du livre de Margo McLoone, Women explorers in Africa (1997).
Le cratère vénusien Akeley a été nommé en son honneur .

## Sources et références
- (en) Cet article est partiellement ou en totalité issu de l’article de Wikipédia en anglais intitulé « Delia Akeley » (voir la liste des auteurs).
- (en) Delia Akeley, J.T. Junior : The Biography of an African Monkey, The Macmillan Company, 1928(OCLC 547783)
- (en) Douglas J. Preston, Dinosaurs in the Attic, 1986
- (en) Delia Akeley, Jungle Portraits, The Macmillan Company, 1930
- Delia Akeley, exploratrice dans Pénélope Bagieu, Culottées 1 - Des femmes qui ne font que ce qu'elles veulent, Paris, Gallimard, 2016, 141 p. (ISBN 978-2-07-060138-7) (bande dessinée)